# Joachim Björklund
Joachim Björklund, född 15 mars 1971 i Växjö, är en svensk fotbollstränare, expertkommentator och tidigare fotbollsspelare. Sedan 2024 är han assisterande tränare för IFK Göteborg. Han spelade nio år i landslaget och var med i laget som tog VM-brons 1994.
Före detta landslagstränaren Tommy Svensson är Björklunds morbror. Karl-Gunnar Björklund är hans styvfar.

## Biografi

### Klubblagskarriär
Björklund debuterade för Östers IF i hallsvenskan 1987, och som 17-åring gjorde han sex inhopp i Allsvenskan 1988. Året därpå blev det inga alls. Då flyttade Björklund för första gången, till Bergen där pappa Kalle var ungdomstränare. Björklund blev ordinarie i SK Brann som 19-åring i Tippeligaen och fick sedan chansen tidigt i landslaget.  
Björklund gick sedan till IFK Göteborg och debuterade den 3 mars 1993 mot PSV Eindhoven i gruppspelet i Champions League. Han blev också svensk mästare 1993.
1994/1995 vann Blåvitt sin Champions League-grupp före FC Barcelona, Manchester United och Galatasaray innan en förlust på bortamål mot Bayern München i kvartsfinalen satte stopp för äventyret. Björklund vann också SM-guld med IFK Göteborg 1994 och samt 1995.
Från Göteborg gick flyttlasset till Italien och Vicenza. Nykomlingen Vicenza slutade på en respektabel nionde plats i Serie A. Laget var särskilt starkt på hemmaplan där man bland annat besegrade topplagen Juventus, Roma och Lazio. Tiden i Serie A skulle den gången bli ettårig, innan han hamnade i storsatsande Glasgow Rangers som betalade 25 miljoner kronor, och blev klubbkamrat med bland andra Brian Laudrup och Paul Gascoigne.  Björklund var med och vann både ligan och cupen hans första säsong i den skotska klubben. Andra säsongen blev även Jonas Thern klubbkamrat. Efter två år i Glasgow Rangers, lämnade Björklund Skottland för den spanska toppklubben Valencia. Nu hade hans värde stigit och spanjorerna fick betala 29 miljoner kronor. 
Björklund blev ett viktigt tillskott i Valencia och blev ordinarie i förstauppställningen. Han gjorde bara ett enda mål i sin karriär som utlandsproffs. Det kom 3 april 1999 mot Racing Santander på bortaplan, där en ung Olof Mellberg spelade. Målet innebar en seger med 1-0, och även Champions League-kvalificering för laget. Den 26 juni 1999 var det Copa del Rey-final mot Atletico Madrid som Valencia vann med 3-0. Björklund satt då på bänken men fick komma in i 87:e minuten. Stefan Schwarz satt även han på bänken för Valencia. I juli 1999 anställde Valencia Hector Cuper som ny tränare. Han såg inte längre Björklund som första val, och svenskens matchminuter blev allt färre.  
Den 24 maj 2000 spelade Valencia final i Champions League mot Real Madrid, men utan Björklund, som fick sitta på bänken hela matchen. 
Valencia-perioden fortsatte med enstaka inhopp och spel när ordinarie spelare som Djukić, Pellegrino och Ayala, var skadade eller behövde vila. Det var vad Björklund fick finna sig i. Björklund såg också Valencias Champions League-final den 23 maj 2001 från läktaren.
Den 8 augusti 2001 lämnade han Valencia, för att få mer speltid i Venezia i Serie A, där han blev klubbkamrat med Daniel Andersson. Det blev bara 18 spelade matcher i Venezia, innan flyttlasset, 28 januari 2002, gick till Premier League-laget Sunderland. Där blev han återigen lagkamrat med Stefan Schwarz, som var i slutet på sin proffskarriär.
Egentligen hade Björklund tänkt sig att lägga av sommaren 2004, men Wolverhampton Wanderers ringde, och han skrev på ett kontrakt i augusti 2004. En matchotränad, 33-årig Björklund gick in i laget efter tio minuters träning. Det blev slutligen en skadefylld sejour innan Björklund fick lägga skorna på hyllan 2005. 

### Landslagskarriär
Han debuterade i svenska A-landslaget mot Australien 26 januari 1992. Fyra månader senare spelade Björklund EM-premiär på Råsunda, mot favorittippade Frankrike. Som vänsterback. Han fick spela Sveriges samtliga matcher i EM 1992. Efter EM var Björklund även med i OS-laget i Barcelona samma sommar. När Jan Eriksson sedan blev långtidsskadad fick Björklund bilda mittbackspar tillsammans med Patrik Andersson.  
Björklund var lika given i VM-bronslaget 1994 där samspelet med Patrik Andersson nådde nya höjder. Björklund hade dock problem med höger ljumske under hela turneringen. Trots att han fick sprutor med smärtstillande medel kunde han inte spela gruppspelsmatchen mot Brasilien och delar av åttondelsfinalen mot Saudiarabien. När han väl spelade var han, med sin snabbhet, en viktig bit i bronspusslet.
Sedan följde kvalmissar till EM 1996 samt VM 1998. Att han blivit petad i Valencia påverkade först inte de nya svenska förbundskaptenernas förtroende för honom. Till EM 2000 ansågs det självklart att han skulle ha en plats i startelvan som mittback. 
Björklunds sista landskamp blev mot Slovakien 11 oktober 2000. Till VM-kvalmatcherna i mars 2001, mot Makedonien och Moldavien, meddelade förbundskaptensduon Söderberg/Lagerbäck att Björklund inte var uttagen. De tyckte att han fått för lite speltid i Valencia och betonade principen att man fick spela i sitt klubblag om man skulle bli uttagen i landslaget. När Söderberg och Lagerbäck tog ut truppen till VM-kvalmatcherna, i juni 2001 mot Slovakien och Moldavien, fanns Björklund inte med. Denna gång var det hans eget val.  

### Efter aktiva karriären
När de aktiva åren var över flyttade han med familjen till Valencia. Efter en lång karriär som spelare hade den tidigare mittbacken inga planer på att bli tränare. Han började jobba som scout för Valencia och Spanien-expert i norsk tv och för Cmore och Kanal 5 i Sverige. Björklund gick tränarkurser och anställdes av Valencia som akademitränare.
Den januari 2018 blev han assisterande tränare för Hammarby IF. Han har där även tränat sin son Kalle Björklund, född 31 maj 1999. Den 9 januari 2022 blev Björklund klar som assisterande tränare i norska Sarpsborg 08, där han återförenades med tränaren Stefan Billborn.

## Meriter
- VM i fotboll: 1994
  - VM-brons 1994
  - Svenska Dagbladets guldmedalj 1994
- EM i fotboll: 1992, 2000
  - EM-semifinal 1992
- Champions League: finalist 2000 och 2001 (med Valencia CF)
- Allsvenskan: SM-guld 1993, 1994 och 1995 (med IFK Göteborg)
- Scottish Premier League: mästare 1996 och 1997 (med Rangers FC)
- Skotska Cupen: mästare 1996 (med Rangers FC)
- Skotska Ligacupen: mästare 1996 och 1998 (med Rangers FC)
- Spanska Cupen: Vinnare 1999 (med Valencia CF)